# Wielospecjalistyczny Szpital Miejski im. J. Strusia w Poznaniu

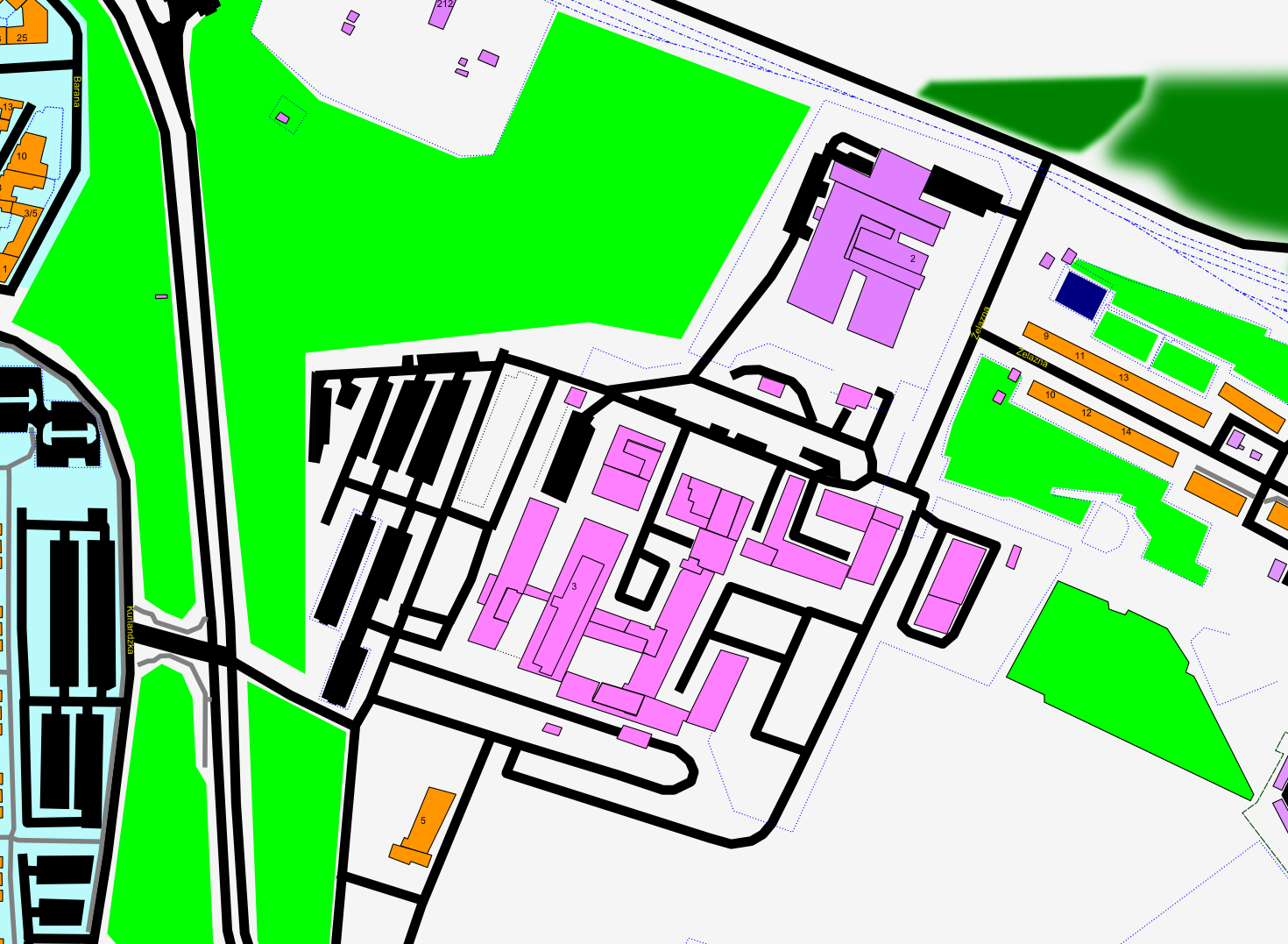
Teren szpitala na mapie Poznania

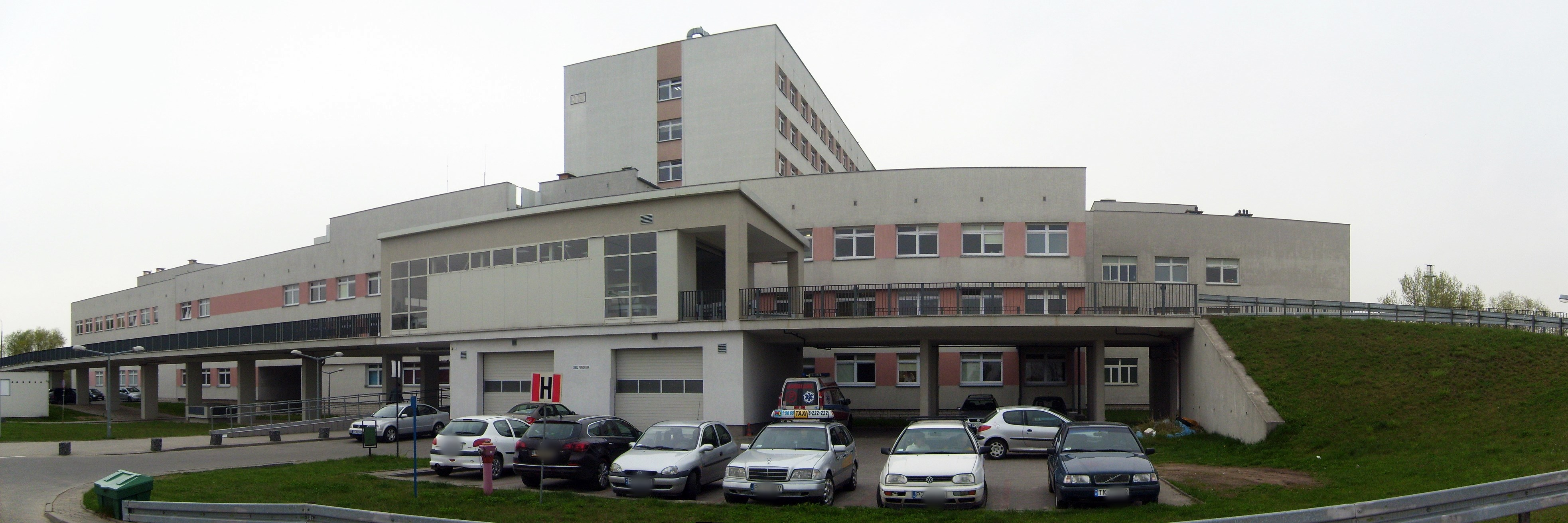
Podjazd dla karetek i Oddział Ratunkowy (SOR)

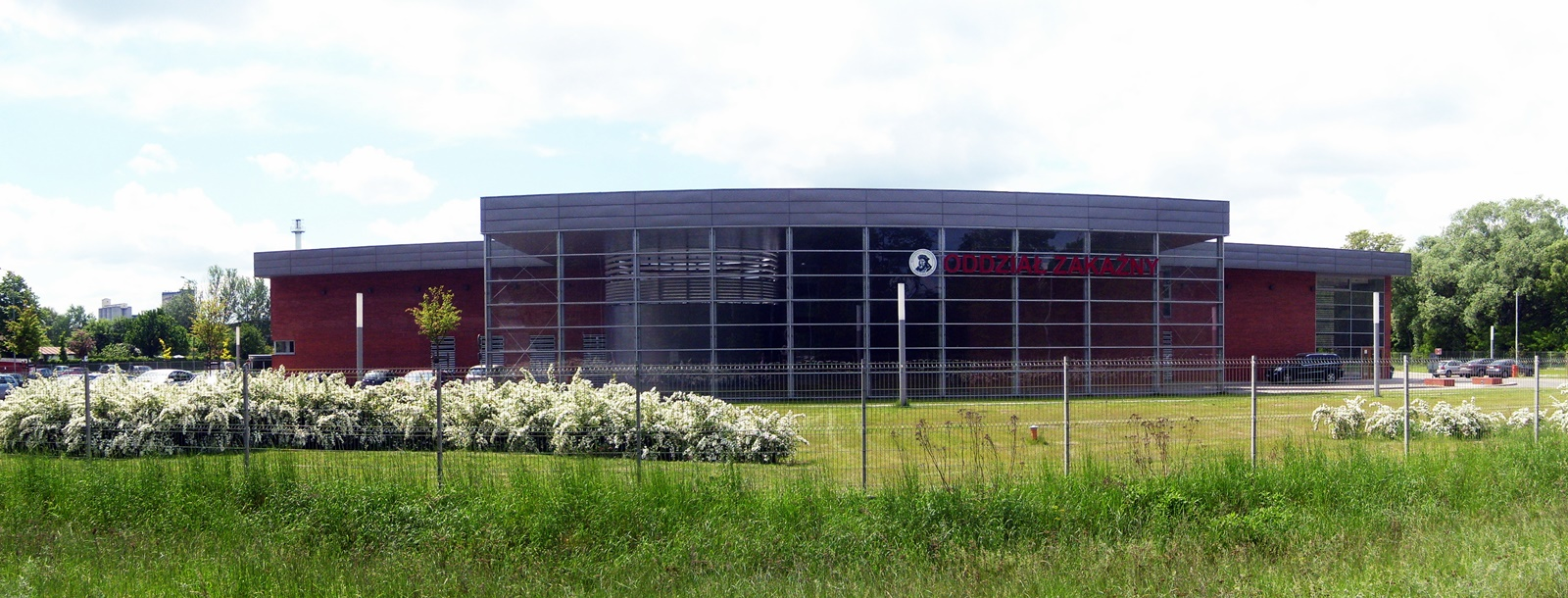
Oddział Zakaźny

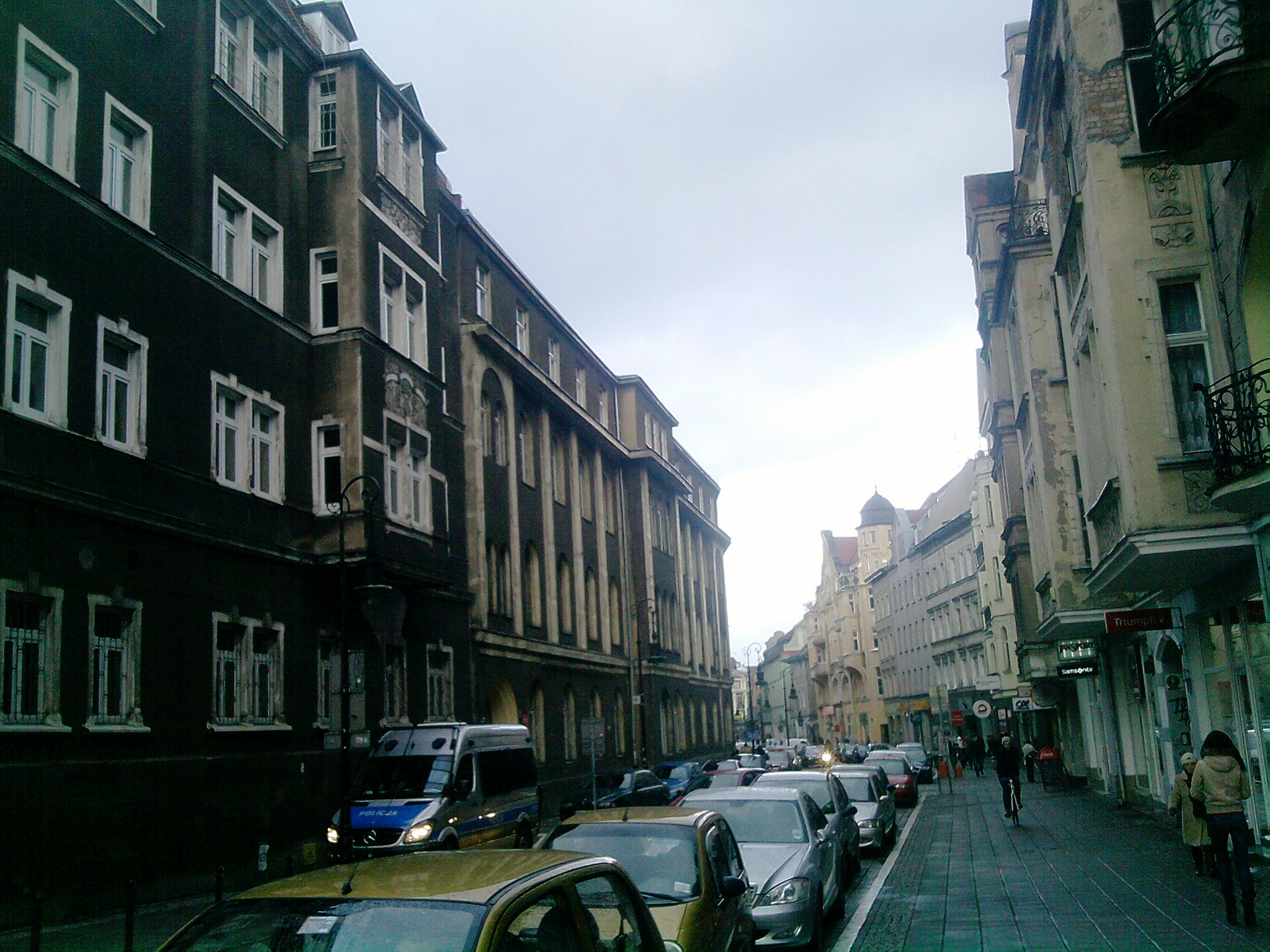
Dawny budynek szpitala przy ul. Szkolnej (z lewej). Zdjęcie wykonano w 2012 roku.

Wielospecjalistyczny Szpital Miejski im. J. Strusia w Poznaniu – zespół szpitala i poradni specjalistycznych znajdujący się w Poznaniu przy ul. Szwajcarskiej i ul. Grunwaldzkiej, dawniej także przy ul. Szkolnej. Najstarszy szpital w Poznaniu i Wielkopolsce.

## Historia
Początki szpitala datowane są na XIII wiek. W 1263 założony został Szpital Św. Ducha. Szpital działał początkowo na Śródce i Chwaliszewie, następnie przy pl. Kolegiackim. Siedziba przy ul. Szkolnej 14-16 / Koziej 9 została kupiona od Klasztoru Karmelitanek Bosych. Budynki modernizowano i rozbudowywano w latach 1843–1844, 1854, 1878–1881, 1898–1902.
Podczas II wojny światowej budynki szpitala zostały zniszczone w 65%. Niemcy w przytulisku na Zawadach uruchomili szpital; po wojnie działał tam Oddział Zakaźny Szpitala Miejskiego.
14 sierpnia 1953 szpital został nazwany Szpitalem Miejskim nr 1 im. Józefa Strusia (wcześniej: Szpital Miejski nr 1).
W 1976 utworzony został ZOZ Poznań-Nowe Miasto, którego budynki zajmuje Szpital Miejski (połączenie nastąpiło 1 stycznia 2009). Większość budynków poradni i oddziałów szpitalnych oddano do użytku do 2000 roku. Najnowszym obiektem, wybudowanym w XXI wieku jako osobny budynek jest Oddział Zakaźny (ul. Żelazna 2, przy skrzyżowaniu ul. abpa W. Dymka z ul. Żelazną), który rozpoczął działalność 16 grudnia 2009.
Od momentu połączenia placówek przy ul. Szkolnej 8/12 i przy ul. Szwajcarskiej 3 następowało przenoszenie oddziałów i poradni do nowego budynku lub innych szpitali.
Organem założycielskim dla Szpitala jest Rada Miasta Poznania. Szpital wpisany jest do Księgi Rejestrowej Rejestru Wojewody Wielkopolskiego pod nr 30-00382, i do Krajowego Rejestru Sądowego pod nr 0000002025. Pełna nazwa placówki od stycznia 2010 to: Wielospecjalistyczny Szpital Miejski im. Józefa Strusia z Zakładem Opiekuńczo Leczniczym. Samodzielny Publiczny Zakład Opieki Zdrowotnej z siedzibą w Poznaniu przy ul. Szwajcarskiej 3.

## Budynek
Akt erekcyjny pod budowę obiektu wmurowano 14 czerwca 1984 (wówczas miał nosić nazwę Krajowej Rady Narodowej). W uroczystości udział wzięli: Mirosław Milewski, Stanisław Kałkus, Tadeusz Szelachowski, Wojciech Kubiak, Edward Łukasik, Tadeusz Zając, Alojzy Bryl, Andrzej Wituski, a także pielęgniarka Danuta Karpińska i cieśla Piotr Wachowiak. Pierwszym oddanym do użytku obiektem (1988) był zespół przychodni (6.000 m²). Otwarcia tej części dokonał minister zdrowia Janusz Komender w obecności władz miejskich i holenderskiej delegacji Fundacji "Nu Helpen". 
Szpital podzielony jest na bloki: A, B, C, D, H jako osobne budynki połączone łącznikami. Blok A to zespół oddziałów szpitalnych; ma 7 pięter. Na parterze znajduje się kaplica szpitalna (fot.). Blok B ma 2 piętra na których mieszczą się pracownie, blok operacyjny oraz apteka. Dwupiętrowy blok C przeznaczony jest dla Szpitalnego Oddziału Ratunkowego. Blok D zawiera zespół poradni i pracowni oraz pomieszczenia administracji i dyrekcji szpitala; ma 2 piętra. W bloku E na 2 piętrach mieszczą się: izba przyjęć, Oddział Intensywnej Opieki Medycznej oraz blok operacyjny. W dwupiętrowym bloku H znajdują się 2 oddziały szpitalne. Osobny budynek stanowi Oddział Zakaźny.
W lutym 2012 oddano do użytku lądowisko dla helikopterów Lotniczego Pogotowia Ratunkowego (fot.).
Przy wejściu głównym do szpitala znajduje się tablica pamiątkowa 27 Wołyńskiej Dywizji Piechoty Armii Krajowej odsłonięta w 56 rocznicę Akcji "Burza" w 2000 roku (fot.).
W 2017 roku przeniesiono Zakład Opiekuńczo-Leczniczy z placówki przy ulicy Szkolnej do szpitala klinicznego przy ulicy Grunwaldzkiej, tym samym kończąc jej eksploatację. Obecnie budynek jest nieużywany.

## Oddziały

### ul. Szwajcarska
- Szpitalny Oddział Ratunkowy (SOR)
- Oddział Anestezjologii i Intensywnej Terapii
- Oddział Chirurgii Ogólnej i Kolorektalnej
- Oddział Chirurgii Ogólnej i Obrażeń Wielonarządowych
- Oddział Chirurgii Ogólnej, Laparoskopowej i Endokrynologicznej
- Oddział Chorób Wewnętrznych
- Oddział Chorób Zakaźnych
- Oddział Kardiologiczny
- Oddział Kardiochirurgii z Salami Intensywnego Nadzoru Kadiologicznego
- Oddział Leczenia Udarów Mózgu
- Oddział Neurochirurgii
- Oddział Neurologii II
- Oddział Okulistyczny
- Oddział Ortopedii i Traumatologii Narządu Ruchu
- Oddział Reumatologii i Osteoporozy
- Oddział Urologii
- Oddział Zakaźny
- Blok operacyjny

### ul. Grunwaldzka
- Zakład Opiekuńczo-Leczniczy[13]